# Reitzia
Reitzia is een geslacht uit de grassenfamilie (Poaceae). De soorten van dit geslacht komen voor in Zuid-Amerika.

## Soorten
De Catalogue of New World Grasses [12 december 2011] erkent de volgende soort: 
- Reitzia smithii